# Lex Canuleia
Lex Canuleia – rzymska uchwała zgromadzenia plebejskiego z 445 p.n.e., której wnioskodawcą był trybun ludowy Gajusz Kanulejusz. Uchwała zezwoliła plebejuszom na małżeństwo (conubium) z patrycjuszami.